# رودريغ بيوبويس
رودريغ بيوبويس (بالفرنسية: Rodrigue Beaubois)‏ مواليد 24 فبراير 1988 في بوانت-آه-بيتر، غوادلوب، فرنسا، هو لاعب كرة سلة فرنسي بدأ مسيرته الاحترافية في سنة 2006 يلعب مع فريق ستراسبورغ أي جي في الدوري الفرنسي لكرة السلة الدرجة الأولى ويحمل الرقم 3. يبلغ طوله 6 قدم 2 بوصة (1.9 م).

## فرق لعب لها
- شوليه باسكت
- دالاس مافيريكس
- لو مان سارت باسكت
- ستراسبورغ أي جي

## روابط خارجية
- رودريغ بيوبويس على موقع الدوري الأوروبي لكرة السلة (الإنجليزية)
- رودريغ بيوبويس على موقع إن بي أي (الإنجليزية)
- رودريغ بيوبويس على موقع سبورتس رفرنس (الإنجليزية)
- رودريغ بيوبويس على موقع الدوري الإسباني لكرة السلة (الإسبانية)
- رودريغ بيوبويس على موقع كرة السلة الأوروبية.كوم (الإنجليزية)
- رودريغ بيوبويس على موقع DraftExpress.com (الإنجليزية)
- رودريغ بيوبويس على موقع إي إس بي إن.كوم (الإنجليزية)
- رودريغ بيوبويس على موقع ريلجم (الإنجليزية)
- رودريغ بيوبويس على موقع بروبوليرز (الإنجليزية)
- رودريغ بيوبويس على موقع سبورتس رفرنس (الإنجليزية)